# Lucien Storme

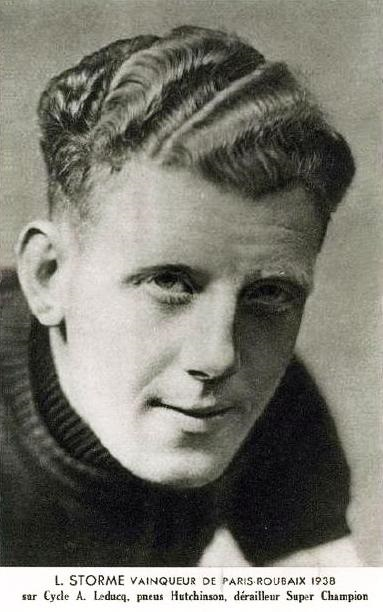
Lucien Storme (1938)

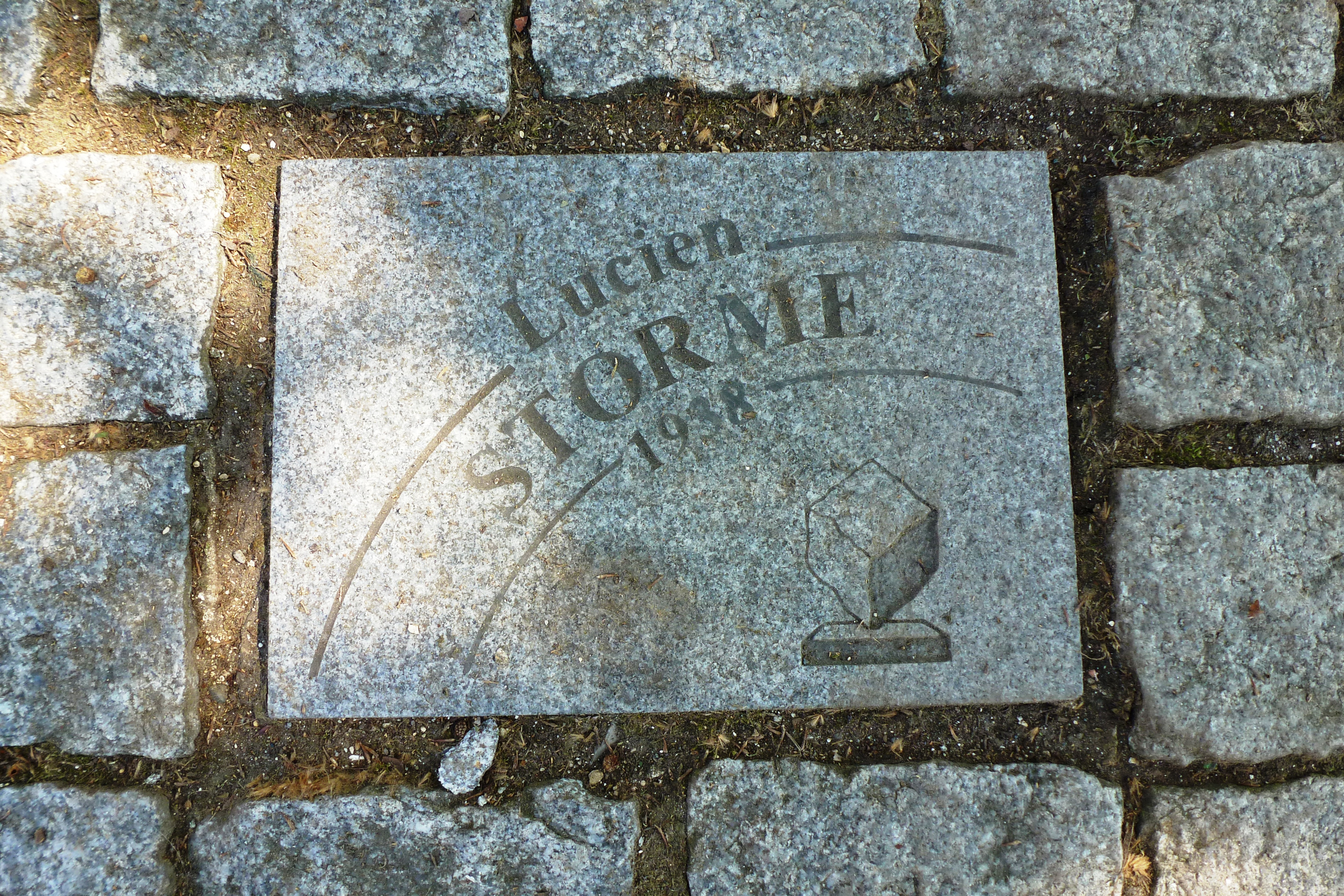
Pflasterstein für Lucien Storme zu Ehren seines Sieges bei Paris-Roubaix

Lucien Storme (* 18. Juni 1916 in Nieuwkerke; † 10. April 1945 in Siegburg) war ein belgischer Radrennfahrer.
Lucien Storme war Profi-Radrennfahrer von 1937 bis 1942. Der größte Erfolg seiner Laufbahn war sein Sieg 1938 bei Paris–Roubaix. 1939 startete er bei der Tour de France, gewann eine Halb-Etappe, gab aber später auf.
Da während des Zweiten Weltkriegs die Verdienstmöglichkeiten für Berufsradfahrer kaum zum Überleben reichten, begann Storme, Tabak und Benzin über die Grenze nach Frankreich zu schmuggeln. 1942 wurde er deshalb verhaftet und saß ab März 1943 im Gefängnis von Siegburg in Deutschland ein. Am 10. April 1945 erreichten die US-amerikanischen Truppen die Stadt, und Storme wurde in den Wirren der Befreiung irrtümlicherweise von einem GI erschossen, der ihn für einen deutschen Soldaten gehalten hatte, der seine Waffe ziehen wollte.